# Vulcanià
|  | Per a altres significats, vegeu «Erupció vulcaniana». |

Els vulcanians són una espècie humanoide pertanyent a l'univers fictici de Star Trek, originaris del planeta Vulcà (situat a 16,5 anys llum de la Terra) i coneguts pel seu estil de vida fundat en la raó i la lògica. A primera vista, es distingeixen físicament de l'espècie humana per la forma punxeguda de llurs orelles i celles.
En el passat els vulcanians van ser una espècie apassionada i violenta, molt més que la humana, però amb l'adopció de la lògica, la meditació i la supressió de les emocions, van aconseguir formar una societat pròspera i avançada en tecnologia.
Els vulcanians són una de les quatre espècies fundadores de la Federació Unida de Planetes juntament amb els humans, els andorians i els tellarites el 2161.

## Biologia

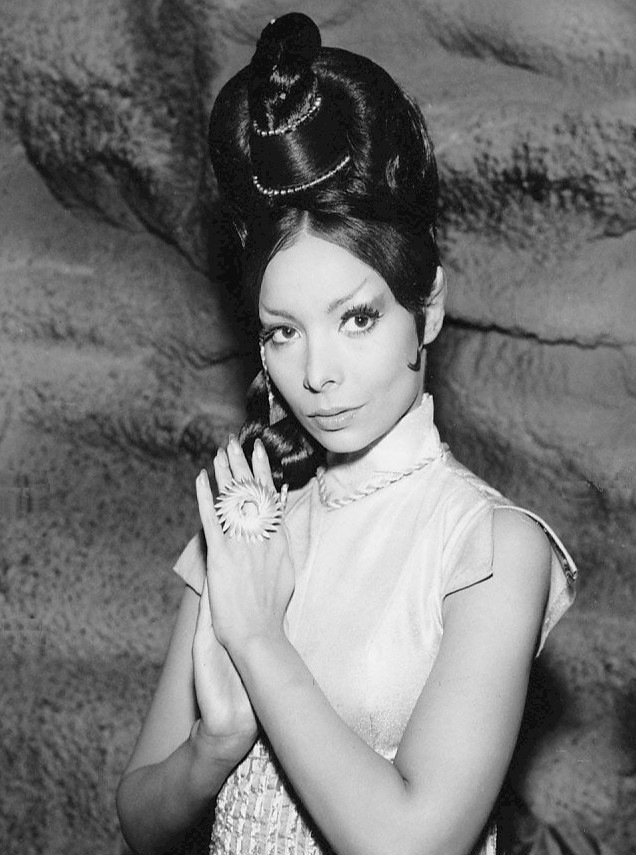
Arlene Martel a l'episodi "Amok Time"

### Característiques físiques
Igual que la major part de les espècies de l'univers Star Trek, els vulcanians tenen aparença antropomorfa, no obstant es diferencien dels éssers humans per:
- Les celles i les orelles punxegudes.
- Una major fortalesa mental pels entrenaments mentals que exerceixen d'ençà de petits.
- Una major fortalesa i resistència física; per raó de les condicions del seu planeta, poden estar diversos dies sense menjar ni beure.[5]
- La seva sang és verda, ja que tenen coure en comptes de ferro, això comporta que tinguin una fina capa verdosa en la pell.
- Tenen el cor a l'altura del fetge.
- Les parpelles interiors que protegeixen els seus ulls són una adaptació evolutiva per afrontar l'alta radiació solar de les zones desèrtiques del seu planeta.[5]
- Gran sentit auditiu, així com un olfacte desenvolupat, que els fa sensibles a moltes olors imperceptibles per a altres espècies. A causa d'això, durant el contacte amb races d'altres planetes, els vulcanians solen emprar inhibidors nasals.[2]
- L'esperança de vida és una mica superior a 200 anys.[6]

Malgrat les moltes diferències biològiques, hi ha compatibilitat genètica entre humans i vulcanians, l'Spock n'és l'híbrid més conegut.

### Susceptibilitat al trelium-D
Són especialment sensibles al mineral anomenat trelium-D, que els afecta com una neurotoxina destructora dels teixits neuronals que controlen les emocions, tornant el subjecte afectat violent i irracional. Hi ha un tractament, però ha de ser administrat en un termini curt de temps, abans que l'afecció es torni irreversible. El mineral i la seva perillositat per als vulcanians van ser descoberts i estudiats a mitjan segle xxii, després de veure's afectada la nau vulcaniana Seleya, fet documentat gràcies a les dades recollides per la nau terrestre Enterprise (NX-01).

### Sexualitat
Entre els vulcanians, l'aparellament té lloc obligatòriament cada set anys, abans de l'arribada del símptoma de pon farr, procés que produeix un desequilibri neuroquímic cerebral que deriva en bogeria i obsessió, a més a més fa perdre la gana, interromp la son i la meditació diària. Arribada la pon Farr, un vulcanià té vuit dies per saciar la seva necessitat sexual abans d'arribar a un moment crític que pot causar la mort. La pon farr pot aparèixer abans d'hora a causa de microbis que alteren l'organisme vulcanià, i, rares vegades, pot afectar telepàticament altres espècies.
Atès que durant el seu transcurs perden el control de les seves emocions, pels vulcanians la pon farr és tabú, un fet que són molt reticents a comentar i que fa de mal ser tractat per a ells, especialment amb membres d'una altra espècie.

## Psicologia

### Emocions
Els vulcanians són éssers tranquils, per raons tradicionals i de lleis, suprimeixen les seves emocions i els seus sentiments per tal de tenir una vida rígida d'autocontrol, per mitjà de la meditació i la formació de la disciplina mental. No són éssers sense emocions, només les reprimeixen fins a tal punt de semblar-ho.
Aquesta supressió de les emocions es realitza perquè els vulcanians en estat natural són éssers molt emocionals, molt més que els éssers humans. Aproximadament 1800 anys abans de la creació de la Federació de Planetes, abans del temps del despertar, els vulcanians estaven sempre en guerra entre ells fins al punt d'estar pràcticament a la seva extinció, llavors aparegué Surak, el vulcanià més important de tota la seva història, un filòsof que trobà la salvació del seu poble mitjançant el control de les emocions i els sentiments a través de la meditació. Amb les seves ensenyances els vulcanians cresqueren com a poble en una societat millor. Les emocions vulcanianes en estat natural són "erràtiques i volàtils" segons en Tuvok. Si no són reprimides, es tornen difícils de controlar i el vulcanià en qüestió es pot tornar agressiu en un instant. Un exemple d'aquest fet és quan la subcomandant T'Pol va saltar-se una meditació abans d'anar a dormir. Com a conseqüència, va tenir un somni tan pertorbador que va haver de ser ingressada a la infermeria. Al llarg de la història molts vulcanians han intentat trobar un equilibri entre les emocions i la lògica però pràcticament tots acaben fracassant. Uns dels pocs en aconseguir-ho és Sarek, pare de l'Spock i el seu germà Sybok, tot i que li és més fàcil en ser mig humà.
Quan arriben a l'adolescència, els vulcanians passen el ritu del kolinahr el qual tracta de desfer-se completament de tots els sentiments. La paraula també es refereix a la disciplina amb què es manté aquest estat. Només els més dedicats i capacitats dels estudiants poden arribar assolir el kolinahr. La gran majoria dels vulcanians només retenen el control sobre les seves emocions, però no arriben a eliminar-les completament, l'Spock en tenir la meitat de la sang humana, és incapaç d'assolir el kolinahr.
Alguns vulcanians com la T'Pol o en Soval, segueixen les ensenyances de Surak, no obstant això en algun moment mostren algun signe d'emocions. Hi ha algunes proves que donen suport a la hipòtesi que els vulcanians que passen un període prolongat entre humans perden una mica les seves facultats d'aturar les seves emocions.

### Telepatia
La majoria dels vulcanians tenen capacitats telepàtiques, si bé no poden llegir la ment a distància (com fan els betazoides), a través d'un contacte físic poden accedir als records d'un altre individu, per via d'un procés anomenat fusió mental.

#### Fusió mental
La fusió mental és una tècnica en la qual es comparteixen els pensaments, les experiències, els records i els coneixements d'una persona a una altra. Per poder realitzar la fusió mental la gran majoria dels vulcanians necessiten un contacte físic que es crea posant una mà (dos en alguns casos) a la cara de la persona (concretament tres dits: el polze es col·loca a la barbeta, l'índex a la galta i el cor sobre l'extrem de la cella), no obstant això alguns vulcanians tenen unes capacitats mentals tan desenvolupades que no els cal el contacte físic, encara que han d'estar molt a prop, com més millor. Aquesta tècnica es pot aplicar en la gran majoria de les espècies humanoides, els ferengis són una de les poques espècies que no els afecta (també són immunes als betazoides); en el cas del cardassians, es pot realitzar una fusió mental però només ho aconsegueixen aquells que dominen molt bé la tècnica.
La fusió mental també serveix per esborrar la memòria o, fins i tot, alterar-la i utilitzar algú com una tereseta. No obstant això, aquest ús de la fusió mental no es fa servir si no és realment necessari per la càrrega ètica que comporta. No tots els vulcanians són capaços de fer-ho, es necessiten tenir unes habilitats mentals més desenvolupades, també ajuda la intel·ligència de l'altra persona: com menys intel·ligent és, més fàcil és d'entrar a la seva ment.
La fusió mental no és un acte que es fa a la lleugera, cal preparació i és un procés en què s'ha d'estar concentrat tota l'estona, especialment en altres espècies a causa de les emocions que poden evocar, per aquest motiu sempre que es pot es fa en una sala isolada on no el poden veure altres persones. Normalment no passa res gràcies a la preparació del vulcanià en qüestió, però si l'altre usuari és molt inestable emocionalment pot provocar la supressió de les emocions vulcanianes i fer-lo embogir.
Encara que la fusió mental es veu amb freqüència en les sèries de Star Trek (exceptuant l'Enterprise), no ha estat sempre així. Durant molt de temps, fins a la caiguda de l'alt comandament vulcanià, aquesta pràctica estava prohibida. Els vulcanians estan molt orgullosos de mantenir sota control els seus pensaments i troben que compartir-los és una obscenitat que s'hauria de prohibir. Amb la caiguda de l'antic govern la visió de la fusió mental canvià ràpidament, i el que estava reservat per uns pocs va passar a ser d'ús comú, sempre que la necessitat ho requereixi.
Abans de l'acceptació de la fusió mental, es creia que aquesta habilitat era donada a un grup minoritari de la societat, però és fals: tots els vulcanians amb preparació poden arribar a fer-ho, alguns tenen més facilitat i ho poden fer amb tota naturalitat (el grup minoritari que es pensava que hi havia) i altres necessiten pràctica i esforç (la gran majoria de la gent que no sabia que ho podia fer perquè no ho intentava).
Si la fusió mental no es fa correctament pot causar la síndrome de Pan'nar, una degradació de les vies sinàptiques que afecta també els sistemes endocrí i immunològic, aquesta malaltia només es pot transmetre a través de la fusió mental i, de la mateixa manera, només es pot curar a través d'una fusió mental realitzada per un expert en aquesta pràctica. Si la malaltia no es cura, l'individu en qüestió acaba morint. Antigament, abans de l'acceptació de la fusió mental, les persones que contreien la síndrome de Pan'nar acabaven essent uns marginats socials, i no podien tenir accés a cap feina governamental (percentatge molt alt dins la societat vulcaniana), els afectats per la malaltia solien morir, ja que en ser una malaltia que només afecta un sector marginat de la societat l'alt comandament vulcanià no invertia ni diners ni personal en la seva cura.

#### Katra
Alguns vulcanians són capaços d'"enganyar la tomba" amb la implantació del seu katra, en essència, el seu esperit de vida en un objecte o una altra persona mitjançant una fusió mental just abans de la seva mort. La història i el funcionament del katra mai s'ha explicat amb claredat. Se sap que, moments abans de morir, el katra de Surak va ser transferit amb èxit l'arca de katric, durant 1800 anys va passar per desaparegut fins que un vulcanià anomenat Syrran el va trobar en el segle XXII, amb el katra de Surak Syrran creà el moviment Syrrannite un grup pacifista que lluita per restaurar els ensenyaments de Surak.
El katra en rares ocasions ha tornat al cos d'on prové, ja que es transmet quan el vulcanià està a punt de morir. L'Spock és un dels pocs casos documentats amb unes habilitats mentals tan desenvolupades que va ser capaç de passar el seu katra en un altre individu i, posteriorment (amb l'ajuda d'una sacerdotessa anomenada V'Lar), va poder tornar al seu cos.

## Cultura

### Educació
Els nens vulcanians són introduïts a la lògica des de ben petits. Els pares utilitzen instruments com els pleenoks per entrenar llurs fills a la lògica primària i en l'art de separar i controlar les emocions.
Els pares vulcanians mai no protegeixen llurs fills de la veritat, ja que consideren que això només limita la capacitat d'enfrontar la realitat i les seves dificultats inherents, com la mort.
Arribada l'adolescència, els vulcanians se sotmeten a certs ritus de pas, entre els quals destaquen el kolinahr, explicat anteriorment, i el tal'oth, referit a les habilitats de supervivència del jove iniciat, el qual ha de romandre durant 10 dies entotsolat al desert, armat només amb una espasa cerimonial per defensar-se o aconseguir aliments.

### Matrimoni
Els vulcanians tenen matrimonis concertats, i es comprometen quan són nens, amb la consumació en una data posterior. Després del matrimoni, és habitual que la parella resti a Vulcà almenys un any (per tal de donar descendència). Encara que sigui comú, no és necessari que les dones estiguin embarassades després de l'estat de pon farr.
Un vulcanià (de qualsevol dels dos sexes) pot impugnar la unió proposada per demanar la koon-ut-kal-if-fee, que significa "matrimoni o desafiament", en el qual hi ha un combat a mort entre dos homes (ja sigui demanat per l'home o la dona), on lluita el pretendent que vol o no casar-se amb un altre home que representa la dona amb el mateix dret. Alternativament, en condicions de servitud l'altre vulcanià té l'opció d'acceptar el rebuig a casar-se amb ell/a i permetre-li marxar amb un altre home/dona. De la mateixa manera, quan, en un matrimoni, algun dels dos membres vol divorciar, l'altre té el dret de demanar la koon-ut-kal-if-fee.

### Alimentació
Si bé són omnívors els vulcanians són vegetarians, tanmateix si la circumstància ho requereix mengen carn. Tampoc no toquen el menjar amb les mans, ni tan sols aliments com pot ser el pa. Per a un vulcanià menjar amb les mans és un gest d'incivilització, talment com menjar carn. De totes maneres, si la circumstància ho requereix, mengen amb les mans. És costum entre els vulcanians que, quan una persona és convidada a casa d'una altra, el convidat ha de preparar el menjar. Són bastant reticents a tastar nous plats i els seus són coneguts per ser poc saborosos. Hi ha un grup minoritari de vulcanians anomenats som botos katur (vulcanians carrens de lògica) els quals no segueixen al peu de la lletra les ensenyances de Surak i cerquen un equilibri entre la lògica i les emocions. Entre aquest sector el consum de carn és acceptat.
Les begudes alcohòliques són prou impopulars entre els vulcanians i, a diferència dels éssers humans, són immunes als efectes de l'alcohol. No obstant, es mostren oberts a prendre'n en ocasions especials, fins i tot en tenen de pròpies com el Brandi vulcanià.
De xocolata no en consumeixen pràcticament mai perquè, a diferència de l'alcohol, els porta a un estat d'embriaguesa, com a éssers racionals no ho accepten i s'avergonyeixen de les possibles accions que poden fer sota els efectes de la xocolata.
Plats i begudes típiques vulcanianes:
- Sopa pomeek: brou vegetal suau força popular o si més no el més mencionat al llarg de les nissagues.[15][33][34][35] Essent un àpat lleuger els vulcanians el solen prendre per esmorzar i per sopar.
- Gespar: verdura cuita que es pren per esmorzar.[29]
- Pok tar: saltat de verdures.[27]
- Mocha: varietat del cafè.[36]
- Brandy vulcanià: de les poques begudes alcohòliques que tenen els vulcanians aquesta és de les més comunes.
- Oporto vulcanià: beguda alcohòlica que es deixa fermentar durant molt de temps, és rar i força car.[37]

### Lluita i defensa personal
Tot i que la filosofia vulcaniana és pacifista i diu que els problemes, sempre que es pugui, s'han de solucionar de forma raonada, els vulcanians han desenvolupat unes tècniques d'arts marcials molt efectives. Igual que les arts marcials terrestres, les vulcanianes tenen un codi molt estricte de respecte al rival. La Koon-ut-kal-si-Fee (lluita a mort) és un dels exemples més clars de les arts marcials vulcanianes. Molt vulcanians, a més, aprenen arts marcials de moltes cultures i estan capacitats per matar de moltes maneres diferents, tot i que no ho fan mai.
Els vulcanians són experts en una tècnica d'autodefensa anomenada pessic vulcanià, el qual es tracta de pessigar al trapezi de la persona en qüestió i deixar-lo inconscient (a vegades es queden inconscient a l'acte i altres triguen una estona, tot depèn de la persona i, sobretot, de l'espècie). El seu funcionament exacte no s'ha explicat mai. Si bé és una tècnica que fan servir els vulcanians, també la poden aprendre altres espècies que almenys han tingut una fusió mental, Jonathan Archer i Jean-Luc Picard, són dos humans que han dominat aquesta tècnica. L'androide Data també té la capacitat d'utilitzar el pessic vulcanià. Leonard McCoy també intentà aprendre la tècnica quan tenir el katra de l'Spock però per motius desconeguts no ho va aconseguir. En un altre moment es veu com un tellarita també és capaç d'usar el pessic vulcanià.

### Noms
El tractament dels noms vulcanians ha estat irregular en tota la història de la producció de Star Trek. Des del principi, els noms de les vulcanianes comencen per una "T" seguida d'un apòstrof i una "P". La primera referència als noms vulcanians seguint d'un patró establert es remunta el 3 maig de 1966, en la producció de la sèrie original (després reproduït en el llibre The Making of Star Trek), en la qual Justman (productor de la sèrie) recomanà que tots els noms vulcanians comencin per " SP "i acabin amb" K ", i que tinguin exactament cinc lletres. Aquest seguit de noms va durar poc, ja que dona poca varietat verbal i al final acaba resultant ridícul.
Amb el començament de seguit de les pel·lícules de Star Trek a principis de la dècada de 1980, la varietat dels seus noms va augmentar, permetent ja ficar qualsevol varietat de lletres. Entre els noms més coneguts hi ha: Tuvok, Koss, Mestral, Chu'lak, Valeris, i Xon.

### Diversitat infinita en infinites combinacions

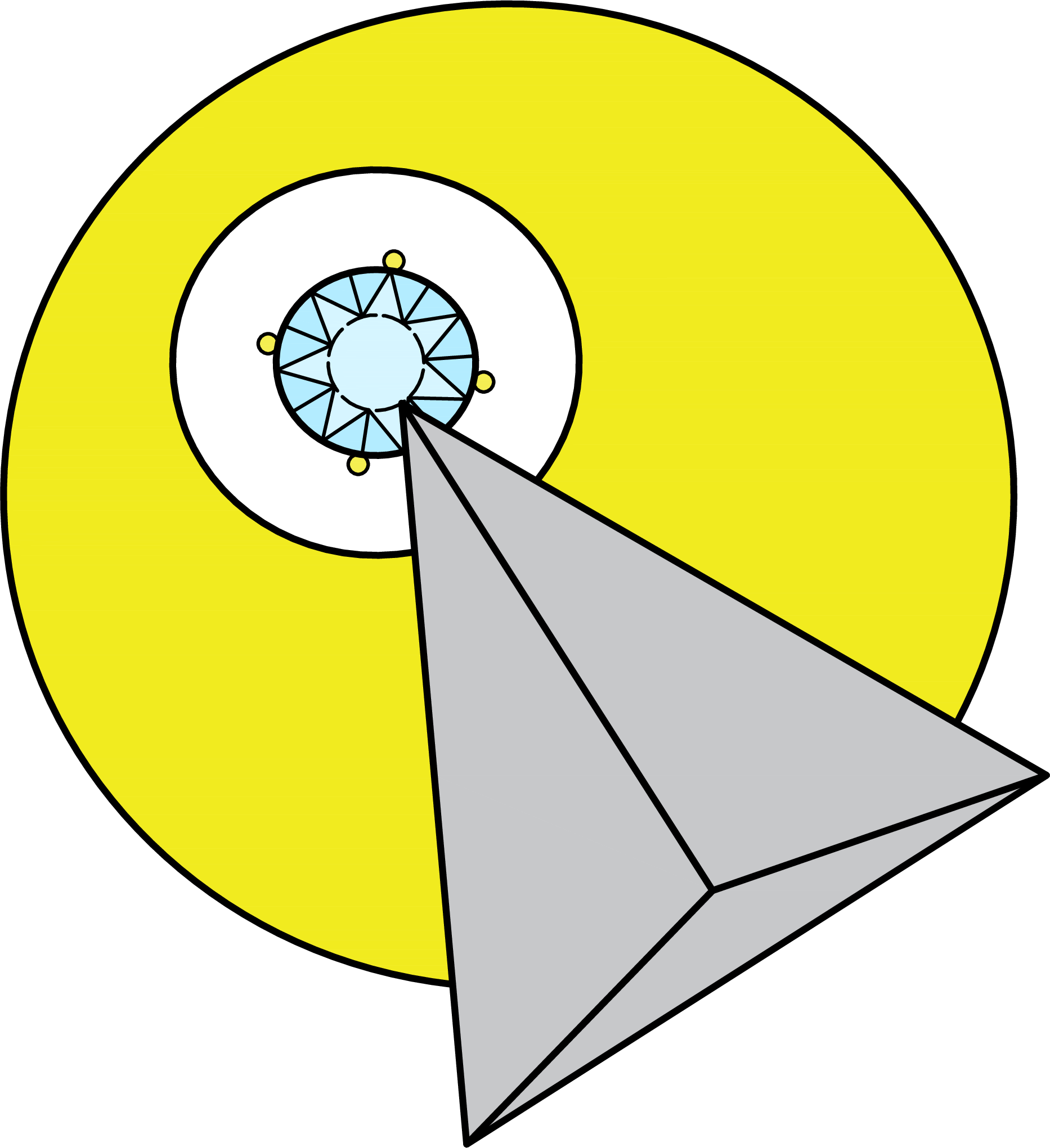
Representació gràfica del logotip de la IDIC.

La frase Diversitat infinita en infinites combinacions (IDIC) és sovint vista en la filosofia vulcaniana. Aquest tema està simbolitzat dins del Kol-Ut-Shan, representant com un penjoll de color groc i blanc amb un cercle i un triangle que descansa sobre els altres, i adornada amb una joia blanca al centre. Els vulcanians diuen sovint quan hi ha alguna cosa rara o mai vista: a l'univers hi ha una diversitat infinita i hi pots trobar qualsevol cosa.
L'Spock va servir el símbol durant les reunions i les cerimònies importants com a part del seu uniforme de gala. També apareix en altres sèries com Deep Space Nine o a Enterprise.

## Història

### El Temps del despertar
En un primer moment, els vulcanians van ser una espècie dominada per les passions i el desig de violència. En funció a aquestes emocions, crearen la Pedra de Gol (aproximadament 1800 anys abans de la creació de la federació), una arma letal capaç d'amplificar els sentiments hostils i el poder mental. La possessió d'aquesta arma va estar a punt d'extingir l'espècie vulcaniana. Llavors, liderada per Surak, la societat vulcaniana inicià una nova era, anomenada  El Temps del despertar, abraçant una filosofia que plantejava la repressió de les emocions per arribar a un estat d'autocontrol capaç d'allunyar tot desig de conducta violenta. Assumida la nova ideologia, la pedra de Gol (que en realitat es tractava d'un ressonador psiònic) va ser desmantellada per sempre.
La Pedra de Gol es dividí en tres parts, representades per símbols. Dues d'aquestes feien al·lusió a la mort i la guerra; la tercera, que corresponia a la part central de l'arma, representava la pau. Surak va veure en aquesta simbologia la forma de protegir-se de l'arma: pensar en la pau, deixant enrere tot pensament hostil. En opinió de molts, la pedra mai va existir, només és part d'uns successos reals que s'han mitificat.
No tots els vulcanians van acceptar la filosofia proposada per Surak. Després de diversos enfrontaments, un grup va acabar per deixar el planeta per buscar un nou món en el qual formar una societat d'acord amb els antics ideals; aquests individus són els romulans. Al mateix temps, hi va haver altres grups de vulcanians que, sense negar del tot els ensenyaments de Surak, va rebutjar reprimir les emocions, creant una doctrina ancorada entre el passat de planeta i la nova filosofia. Van ser coneguts com els V'tosh ka'tur o Vulcanians sense lògica, constituint una minoria mal vista i rebutjada per la societat vulcaniana.

### Avenç tecnològic i relació amb els éssers humans
Aconseguida la pau social, els vulcanians assoliren un important grau de coneixements tecnològics, sent una de les primeres cultures a viatjar pels quadrants Alfa i Beta a velocitat de curvatura. Alguns d'aquests viatges els van portar fins al sistema solar, on, el 1953, una nau científica vulcaniana es va estavellar contra la Terra produint el primer contacte, no obstant passaren per desapercebuts i la humanitat no s'assabentà. Temps després, el 5 d'abril de 2063, una nau vulcaniana detecta un senyal warp causada pels descobriments de científic terrícola Zefram Cochrane, davant d'això, les autoritats vulcanianes aproven el primer contacte oficial amb l'espècie humana.
Després del primer contacte, s'estableix una estreta relació entre humans i vulcanians, convertint-se aquests últims en assessors i protectors durant els pròxims 100 anys. Durant els anys següents al primer contacte, els vulcanians veuen els éssers humans com una espècie emocionalment inestable i altament volàtil, recordant als seus avantpassats de l'època anterior al temps del despertar, per la qual cosa decideixen guiar-los en l'aventura espacial, creuen que no estan preparats per explorar nous planetes.
Durant aquests anys d'assessorament, els vulcanians sempre van ser acusats informalment de voler retardar els avenços de la humanitat pel que fa a desenvolupament del motor warp 5 i alguns altres avenços.

### Conflictes amb els andorians
Els vulcanians tingueren serioses disputes amb els seus veïns, els andorians, amb qui havien arribat a un acord de no-agressió el 2152, però que no evitava les sospites i certs incidents. Aquesta disputa va ser la causa del refredament de les relacions entre vulcanians i humans, quan un grup d'andorians destruïren P'Jem, un antic monestir vulcanià de gran valor religiós i cultural, emprat també com a estació de seguiment per vigilar Andòria (planeta dels andorians). La intervenció humana va ser crucial per al descobriment del lloc de vigilància per part dels andorians i la seva posterior destrucció pocs mesos després. Aquests fets originaren la retirada temporal de Soval, ambaixador cap vulcanià a la Terra, i l'ordre, per part de l'alt comandament vulcanià, de retirar el seu enllaç amb la Flota Estel·lar a bord de la nau Enterprise (NX-01), la subcomandant T'Pol.
El mateix any, els vulcanians tingueren un nou conflicte amb Andòria causat per l'entrada d'andorians en un planeta deshabitat situat a la frontera entre els dos sistemes, i sobre el qual regia un acord tancat cent anys enrere per a la no colonització, donada la seva particular ubicació (ja en l'any 2097 el planeta havia estat font d'un enfrontament armat entre els dos pobles). Els vulcanians enviaren forces d'assalt al planeta donant començament a una guerra de guerrilles. La crisi no va arribar molt més lluny gràcies a la mediació del capità Jonathan Archer i als intents d'apropar postures dels líders de les dues forces, el comandant andorià Shran i l'ambaixador vulcanià Soval.

### Caiguda de l'alt comandament vulcanià
El 2154 va haver-hi un atac terrorista a l'ambaixada humana que causà 43 morts, tant humans com vulcanians, entre ells l'almirall de la Flota Estel·lar. L'ADN obtingut per part de l'alt comandament vulcanià mostrà que l'organitzadora de l'atac és T'Pau una terrorista d'una secta anomenada syrranites amb la intenció que a Vulcà només hi hagués vulcanians. No obstant això, investigacions fetes per part dels éssers humans a l'esquena de l'alt comandament demostraren que l'ADN va ser manipulat i en realitat T'Pau era innocent. Aquest incident fa mimbà les relacions entre la Terra i Vulcà.
Després d'un pelegrinatge pel mig del desert per part d'en Jonathan Archer i la T'Pol fins a trobar la suposada terrorista T'Pau, descobreixen que en realitat els syrranites són pacifistes i segueixen les ensenyances de Surak al peu de la lletra, els syrranites tenen el Kir'Shara, un instrument que conté les directrius i els textos de Surak. En aquell moment es descobreix que l'atemptat terrorista en realitat és obra de l'alt comandament vulcanià, el qual al llarg del temps havia anat perdent el control de les sensacions i ha arribat a fer tal cosa per aconseguir els seus objectius, la destrucció dels syrranites els quals sabien la veritat.
Després d'aconseguir portar el Kir'shara i el katra de Surak (el qual estava dins la ment de l'Archer) a la seu central de l'alt comandament esquivant la seguretat, s'aconsegueix mostrar la veritat, es mostra que l'alt comandament està corromput, és substituït i hi ha un nou govern, on T'Pau passa a ser un dels màxims dirigents.

### Formació de la Federació Unida de Planetes
El 2155 el govern vulcanià, representat per l'ambaixador Soval, accepta donar suport a la Terra en la creació d'una coalició planetària al costat d'altres planetes com Anodria o Teller. Aquesta unió entre les quatre espècies és fruit d'un enemic en comú, els romulans. Al llarg dels següents anys la guerra s'intensificà i les quatre espècies s'unificaren fins al punt que el 2161 formaren la Federació Unida de Planetes, la qual no només uneix els quatre pobles com a simples aliats sinó que estan sota una sola bandera amb les seves lleis.
El 2378 (final de la sèrie Star Trek: Voyager, la més avançada en el temps), Vulcà segueix sent un dels principals planetes dins la federació i una de les veus influents i de comandament. Tot i ser membre i treballar en tots els projectes de i per a la Federació, els vulcanians mantenen el seu personal interès en l'estudi i en els viatges per l'espai. Després del descobriment d'un forat de cuc en el Sistema Bajorà, a final de la dècada del 2370, que permet la comunicació permanent dels quadrants Alfa i Gamma, els vulcanians van ser els primers a tenir missions d'exploració i en contacte amb societats del quadrant Gamma. Així mateix, i al marge de tenir la seva pròpia flota de naus, els vulcanians disposen d'una agència de seguretat anomenada V'Shar.

### Intents per apropar-se a l'Imperi Romulà
Tot i que la societat vulcaniana és reticent en la seva majoria, són molts, encara que amb certa cautela, els que no veuen amb mals ulls un acostament dels vulcanians amb els seus antics germans, els romulans, arribant fins i tot a una possible unificació de tots dos mons. El primer intent per a una possible reunificació va tenir lloc el 2154, amb la secreta col·laboració del líder de l'alt comandament vulcanià, V'Las. No obstant això, l'aparició d'un mític instrument amb els ensenyaments de Surak, aconseguí dissoldre l'Alt Comandament i va paralitzar els plans d'apropament a l'Imperi romulà.
El 2368 va tenir lloc el segon i últim intent fins al moment, després d'aconseguir que un alt mandatari romulà enganyés l'ambaixador Spock sobre la possibilitat real i amigable d'unificar tots dos mons, els romulans enviaren un seguit de naus cap a Vulcà per conquerir-los. La intervenció de la Flota Estel·lar va ser crucial per resoldre l'operació romulana.

### Destrucció de Vulcà (Univers paral·lel)
El 2258, en un univers paral·lel presentat per la pel·lícula Star Trek, el planeta Vulcà és destruït per un forat negre creat artificialment sota les ordres de Nero, un romulà vingut de més de 120 anys del futur, el nombre de baixes ronda els 6.000 milions; tan sols sobreviuen 10.000 vulcanians sense comptar tots els que vivien fora del planeta.

## Vulcà

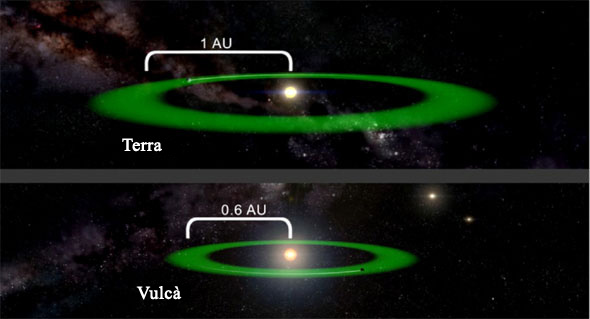
Comparació de la zona habitable de 40 Eridani amb la zona habitable del sistema solar.

El planeta natal dels vulcanians és Vulcà, un planeta de classe M situat a 16,5 anys llum de la Terra, la seva estrella és 40 Eridani.
Gran part de la seva superfície està coberta per muntanyes rocoses i deserts, el més gran la Fragua conegut a part de la grandària per les seves fortes tempestes de sorra i trons. Gran part del planeta són reserves naturals. És un planeta molt càlid a causa de la seva proximitat a la seva estrella, la seva gravetat és superior a la de la Terra i l'atmosfera és més lleugera. Hi ha una alta activitat sísmica. Aquest seguit de característiques són la resposta de per què els vulcanians tenen una resistència física superior a la humana.
El planta Vulcà no té cap satèl·lit natural.

## Vulcanians coneguts
Els vulcanians més coneguts són:
- Spock, oficial científic, segon al comandament de l'Enterprise (sèrie original) i ambaixador (Star Trek: La nova generació i la pel·lícula Star Trek: The Undiscovered Country).
- Sarek, pare de Spock i ambaixador (sèrie original i Star Trek: la nova generació).
- Tuvok, oficial tàctic (Star Trek: Voyager).
- T'Pol, oficial científic i segona al comandament del Enterprise Nx 01 (Star Trek: Enterprise).
- Soval, ambaixador a la Terra durant part del segle xxii (Star Trek: Enterprise).
- Surak, el filòsof més important de tots els temps, que portà la raó i la lògica als vulcanians.

## Curiositats
- Leonard Nimoy, discuteix l'origen de la salutació vulcaniana en la seva autobiografia "I Am Spock" (Sóc l'Spock),[54] explica que es basa en el símbol de la mà utilitzada pels sacerdots jueus Kohen durant la benedicció sacerdotal a la sinagoga.
- En un número de llanterna verda de DC Comics, un dels membres del Green Lantern Corps té orelles punxegudes i tots els seus moviments els fa mitjançant patrons lògics. Aquest personatge té una breu conversa amb Hal Jordan (Heroi principal) la qual acaba amb la frase prosperitat i llarga vida tot fent amb la mà el gest de la salutació vulcaniana.[55]
- El pessic vulcanià va aparèixer per primera vegada a l'episodi L'enemic interior,[56] on, si bé en principi el guió deia que l'Spock havia de deixar inconscient una persona donant-li un cop al cap amb la culata de la pistola làser, Nimoy pensà que aquest acte recordava massa la televisió occidental i que no era propi del comportament d'un vulcanià, i s'inventà aquesta tècnica per substituir el cop de pistola.